# IC 673
IC 673 ist eine Spiralgalaxie vom Hubble-Typ Sb mit ausgedehnten Sternentstehungsgebieten im Sternbild Löwe auf der Ekliptik. Sie ist schätzungsweise 167 Millionen Lichtjahre von der Milchstraße entfernt und hat einen Durchmesser von etwa 85.000 Lichtjahren.

Im selben Himmelsareal befinden sich u. a. die Galaxien NGC 3521 und IC 671.
Das Objekt wurde am 22. April 1892 vom französischen Astronomen Stéphane Javelle entdeckt.